# Søgat
Et søgat er en smal og dyb passage mellem øerne i Vadehavet. Tidevandstrømmene (såkaldte prile) skaber her høje strømhastigheder og betydelige kræfter. Søgatter kan være op til 30 meter dyb. Navnet gat stammer fra nederlandsk og betyder hul. Det forekommer også i navnet Kattegat.